# Кар, Василий Алексеевич
Василий Алексеевич Кар (1730 — 25 февраля (9 марта) 1806, Москва) — генерал-майор из дворянского рода Каров. Участник Семилетней войны, командующий первой правительственной карательной экспедицией, направленной на подавление восстания Е. И. Пугачёва. После отпора, полученного от яицких казаков на пути к осаждённому Оренбургу, самовольно оставил войска и убыл в Москву, из-за чего был с позором уволен из армии с запретом проживать в столицах.

## Биография
Сын потомка шотландского рыцарского рода, начальника Соляной конторы, подполковника Алексея Филипповича Кара (1680—1756), участника сражений под Нарвой и Полтавой, от его брака с гофмейстериной двора. Сестра — Екатерина (1724—1804), фрейлина, впоследствии статс-дама, в 1745 году вышла замуж за князя Петра Михайловича Голицына (1702—1760); детей в браке не было. Император Пётр III, отличавший княгиню Голицыну, пожаловал ей богатое село Угодичи. Брат Филипп (1734—1809) служил ротмистром в лейб-гвардии Конном полку.
Василий Кар в службу вступил в 1740 году, 4 января 1742 года был зачислен в пажи при дворе императрицы Елизаветы Петровны, но в 1748 году по настоянию отца переведён в армию, поручиком в Виленский пехотный полк. К началу Семилетней войны дослужился до звания секунд-майора, участвовал в сражениях в составе русской армии, затем в 1757 году был волонтёром при австрийской армии, в 1758 году — при французской, последние три кампании — вновь в составе российской.
17 апреля 1763 года произведён в полковники. В 1766—1768 годах был в Польше, где участвовал в боевых действиях против конфедератов, состоял при князе Радзивилле. Как писал о нём Пушкин, Кар добросовестно исполнял при этом поручения командования, которые требовали «твёрдости и даже жестокости (что ещё не предполагает храбрости, и Кар это доказал)». 22 сентября 1768 года был произведён в бригадиры. В мае 1769 года Кар был назначен командиром сформированного в начале войны с Турцией легиона, получившего сначала имя Иностранного, затем переименованного в Санкт-Петербургский. 1 января 1770 года произведён в генерал-майоры. 

### Во время Пугачёвского восстания
В 1773 году Кар руководил набором рекрут в Петербурге, когда были получены известия об объявлении в Яицком казачьем войске самозванца, принявшего имя императора Петра III, захвате казаками крепостей Яицкой линии и блокаде Оренбурга. 15 (26) октября 1773 года Кар был отправлен во главе корпуса на Яик для усмирения мятежников-пугачёвцев. В состав спешно сформированного корпуса были включены гарнизонные роты и батальоны отдельных частей, а также иррегулярные калмыцкие и башкирские части. В конце октября 1773 года Кар выдвинулся к Оренбургу из Казани, не сомневаясь в скором успехе. 
7 (18) ноября 1773 года авангард Кара был атакован мятежными казаками под командованием атаманов Андрея Овчинникова и Чики Зарубина у деревни Юзеевой. В ходе боя башкирские отряды перешли на сторону восставших, имевших к тому же преимущество в артиллерии. Как докладывал Кар в Военную коллегию после боя: 

«Во время сего следования со всех сторон, а особливо из деревни Юзеевой от Оренбурга наскакало сих злодеев на меня верхами более дву тысячи человек, и подвезя артиллерии 9 орудий начали стрелять ядрами и гранатами, но как по неимению при мне легких войск не можно мне было ничего с ними зделать, кроме что отстреливатца по их батареям, из имевшихся со мною одного осьми фунтового единорога, под которым напоследок подбили лафет; и четырех 3-фунтовых пушек ис коих три весьма безнадёжныя… и так я по множеству случившихся дефилеев маршируя 17 верст отстреливался восемь часов… Артиллериею своею чрезвычайно вредят; отбивать же её атакою пехоты также трудно, да почти и нельзя; потому, что они всегда стреляют из неё, имея для отвозу готовых лошадей, и как скоро приближатца пехота станет, то они отвозя её лошадьми далее на другую гору и опять стрелять начинают, что весьма проворно делают и стреляют не так, как от мужиков ожидать должно было».— Грот Я. К. Материалы для истории пугачёвского бунта. Бумаги Кара и Бибикова
В ходе трёхдневного боя правительственные войска потерпели поражение и 9 ноября Кар был вынужден отступить к Бугульме. Получив известия о пленении под Оренбургом ещё одного крупного правительственного отряда под командованием полковника Чернышёва, Кар, по словам Пушкина, «совершенно упал духом и думал уже не о победе над презренным бунтовщиком, но о собственной безопасности». Сдав командование корпусом генерал-майору Фрейману, Кар под предлогом болезни уехал в Москву. 
Императрица Екатерина II была чрезвычайно разгневана поведением Кара и повелела «исключить его из службы». В указе Военной коллегии от 1 (12) декабря 1773 года говорилось, что Кар, в момент, когда ему представился случай совершить «подвиг должному его к службе усердию и мужеству» не щадя своей жизни, при первой же неудаче пал духом, оставил важный пост, сдал порученную ему команду и самовольно от неё удалился. Учитывая это, «её императорское Величество не находит прочности в нём к её службе и высочайше указать соизволила Военной коллегии от оной его уволить и дать абшид, почему он из воинского стата и списка и выключен», с запретом проживания в столицах.

### В отставке
В 1775 году Кар купил с аукционного торга имение князя Бориса Васильевича Голицына, сельцо Горяиново (ныне село Кольцово, Ферзиковский район, Калужская область) с деревнями в Калужском уезде, где занялся организацией полевого хозяйства, которое довёл до совершенства. Вводимые Каром передовые сельскохозяйственные методы сопровождались жестокими крепостническими порядками. Нерадивых, по его мнению, крестьян Кар селил в специально выстроенную рядом с Горяиново слободу Ленивку. При этом такие крестьяне лишались своих прежних домов и земельных угодий, скота и прочего имущества и переводились на «месячину». Более того, Кар своевольно распоряжался и судьбой их детей, отбирая их у родителей и отдавая в обучение мастеровым и ремесленникам, либо в малодетные крестьянские семьи. Для поощрения и наказания крестьян Кар разработал собственный кодекс, за соблюдением которого следил вотчинный управитель из числа крепостных. Очевидно, эта жестокость послужила источником ошибочного предания, что Кар был убит собственными крепостными, приведенного А. С. Пушкиным в приложенных к «Истории Пугачёва» «Замечаниях о бунте»: «Сей человек, пожертвовавший честью для своей безопасности, нашёл однако ж смерть насильственную: он был убит своими крестьянами, выведенными из терпения его жестокостью». 
По отзывам современника, первое время все Кара «очень осуждали и долгое время многие боялись к нему ездить», но он был «хлебосол, весьма гостеприимный и любезный в обращении, будучи богат, жил в большом довольстве и никогда и не намекал, что был отставлен от службы». 
После смерти Екатерины II Кар был вызван в Петербург, где император Павел I разрешил ему выезжать из своего имения. В 1796 году Кар поселился в Москве, во вновь купленном доме на Новой Басманной улице, в котором он и скончался 25 февраля (9 марта) 1806 года. Похоронен в своём подмосковном имении — селе Воскресенское (Колтышево) Клинского уезда. Согласно записи в метрической книге храма Петра и Павла, отпевание генерал-майора Василия Алексеевича Кара проводил епископ Дмитровский Августин, на тот момент первенствующий по сану в Московской епархии, что свидетельствовало о том, что давняя опала была забыта и похороны прошли «по первому разряду».

## Семья
Жена — княжна Мария Сергеевна Хованская (1756—1833), дочь князя Сергея Фёдоровича Хованского. После смерти мужа удалилась в один из калужских монастырей, где и скончалась. 
Дети:
- Екатерина Васильевна (ум. в 1841), замужем за гвардии подпоручиком Александром Михайловичем Белкиным;
- Алексей Васильевич (1787 — 1849),  в 1805 году, будучи 17-летним юнкером лейб-гвардии, был лишен отцом наследства «по его распутной и неосновательной жизни». Впоследствии — участник Отечественной войны 1812 года, отличился в сражении под Кобрином, за что был награждён золотой шпагой с надписью «За храбрость». В сражении при реке Березине, командуя артиллерийской батареей, был ранен в правую ногу, но не вышел из боя, пока пушечным ядром ему не оторвало левую ногу ниже колена. После излечения служил в артиллерийских частях московского гарнизона до отставки в 1834 году[13];
- Анна Васильевна (1789 — 1810), в замужестве Хрущова;
- Сергей Васильевич (1791 — 1869), штабс-ротмистр, участвовал в Отечественной войне 1812 г. и заграничных походах, награждён орденами.